# Entosthodon buseanus
Entosthodon buseanus là một loài Rêu trong họ Funariaceae. Loài này được Dozy & Molk. mô tả khoa học đầu tiên năm 1855.